# Monschau (Wuppertal)
Monschau ist eine Ortslage im Stadtbezirk Ronsdorf der bergischen Großstadt Wuppertal in Nordrhein-Westfalen in Deutschland.

## Lage und Beschreibung
Die Ortslage liegt im Wohnquartier Ronsdorf-Mitte/Nord im Bereich der Kreuzung der Straßen Dorner Weg, Staubenthaler Höhe, Monschaustraße, Breite Straße und Luhnsfelder Höhe östlich der Hofschaft Huckenbach und westlich des Ronsdorfer Ortszentrums, auf der Wasserscheide zwischen dem Leyerbach und der Gelpe. Benachbarte Ortslagen sind neben Huckenbach die Orte und Wohnplätze (Luhnsfelder) Höhe, Sonnenschein und Holthausen.

## Etymologie und Geschichte
Monschau ist eine eingedeutschte Form des französischen Begriffs für Berg der Freude oder Freudenberg.
Das 1791 als Hof urkundlich erwähnte Monschau lag im 19. Jahrhundert an dem Verbindungsweg von Elberfeld über Sandhof, Freudenberg und Dorn nach Ronsdorf, dem heutigen Dorner Weg. Auf der Charte des Herzogthums Berg des Carl Friedrich von Wiebeking von 1798 ist der Ort als Monjou eingezeichnet. Auf der Topographischen Aufnahme der Rheinlande von 1824 und auf der Preußischen Uraufnahme von 1843 ist der Ort mit Beschriftung verzeichnet.
1832 gehörte Monschau zur Holthauser Rotte des ländlichen Außenbezirks der Stadt Ronsdorf. Der laut der Statistik und Topographie des Regierungsbezirks Düsseldorf als Einzelne Häuser kategorisierte Ort besaß zu dieser Zeit vier Wohnhäuser und ein landwirtschaftliches Gebäude. Zu dieser Zeit lebten 64 Einwohner im Ort, zehn katholischen und 54 evangelischen Glaubens. Im Gemeindelexikon für die Provinz Rheinland von 1888 werden vier Wohnhäuser mit 84 Einwohnern angegeben.
Durch Monschau führte die Verbindungsstraße von Elberfeld über Sandhof, Freudenberg, Dorn und Monschau nach Ronsdorf, die heutigen Straßen Dorner Weg und Breite Straße. Sie wurde in den 1740er Jahren als Teil der Straßenverbindung Werden – Elberfeld – Ronsdorf – Lüttringhausen – Lennep ausgebaut.